# La Unión, Tezonapa
La Unión är en ort i Mexiko.   Den ligger i kommunen Tezonapa och delstaten Veracruz, i den sydöstra delen av landet, 270 km öster om huvudstaden Mexico City. La Unión ligger 163 meter över havet och antalet invånare är 279.
Terrängen runt La Unión är kuperad åt nordost, men åt sydväst är den platt. Runt La Unión är det ganska tätbefolkat, med 100 invånare per kvadratkilometer. Närmaste större samhälle är Cosolapa, 6,7 km nordost om La Unión. Trakten runt La Unión består till största delen av jordbruksmark.